# Uganda en los Juegos Olímpicos de Tokio 1964
Uganda estuvo representada en los Juegos Olímpicos de Tokio 1964 por un total de 13 deportistas que compitieron en 2 deportes.
El equipo olímpico ugandés no obtuvo ninguna medalla en estos Juegos.